# Pieni Mustasaari (ö i Södra Karelen)
Pieni Mustasaari är en ö i Finland. Den ligger i sjön Saimen och i kommunen Villmanstrand i den ekonomiska regionen  Villmanstrands ekonomiska region  och landskapet Södra Karelen, i den södra delen av landet, 200 km nordost om huvudstaden Helsingfors. Öns största längd är 2,7 kilometer i öst-västlig riktning.